# 152nd Airlift Wing

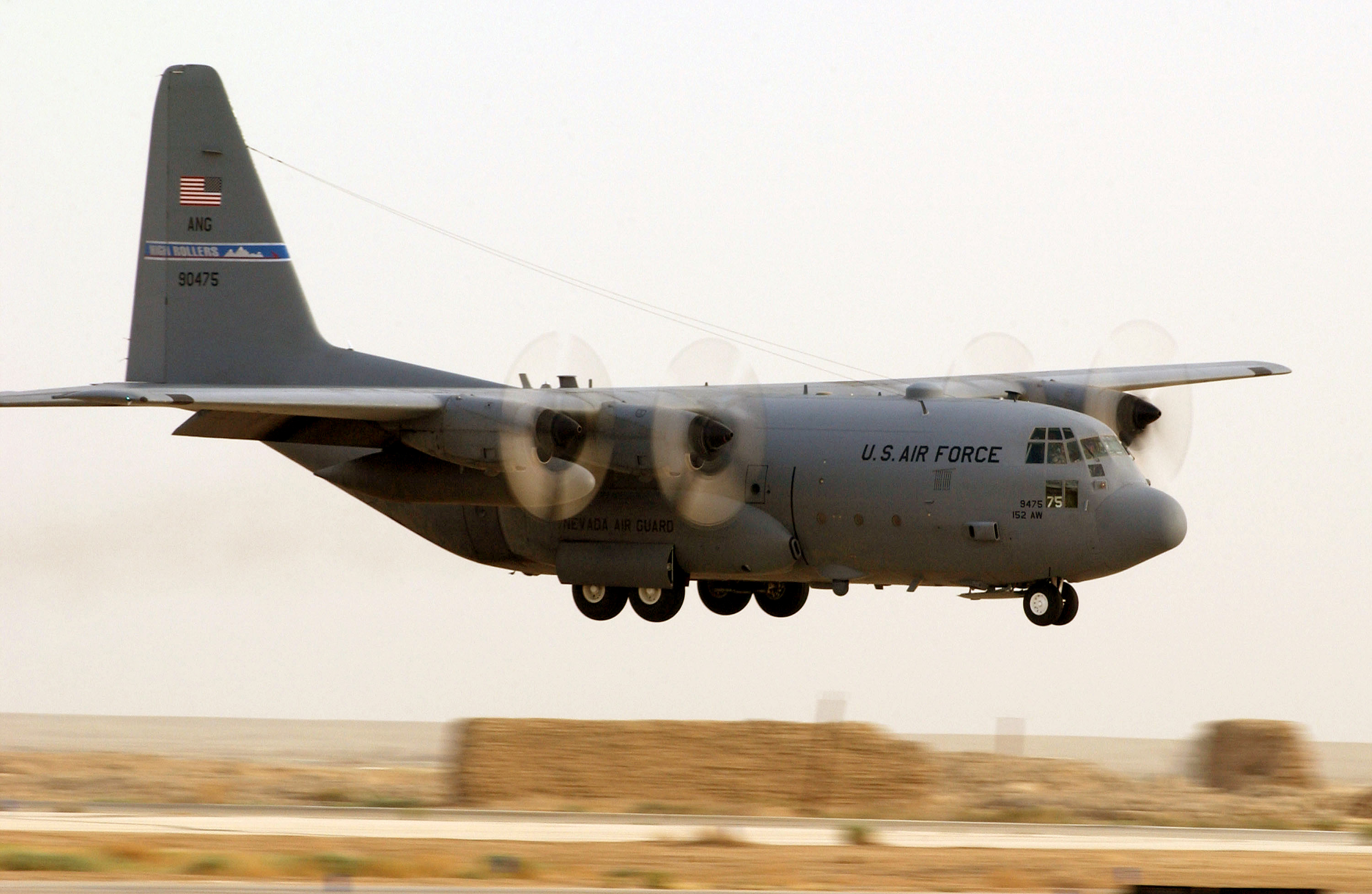
C-130H dello Stormo

Il 152nd Airlift Wing è uno Stormo da trasporto della Nevada Air National Guard. Riporta direttamente all'Air Mobility Command quando attivato per il servizio federale. Il suo quartier generale è situato presso la Reno Air National Guard Base, Nevada.

## Organizzazione
Attualmente, al settembre 2017, esso controlla:
- 152nd Operations Group
  - 152nd Operations Support Squadron
  -  192nd Airlift Squadron - Equipaggiato con 8 C-130H
- 152nd Maintenance Group
  - 152nd Maintenance Squadron
  - 152nd Aircraft Maintenance Squadron
  - 152nd Maintenance Operations Flight
- 152nd Mission Support Group
  - 152nd Logistics Readiness Squadron
  - 152nd Small Air Terminal
  - 152nd Force Support Squadron
  - 152nd Mission Support Flight
  - 152nd Services Flight
  - 152nd Civil Engineer Squadron
  - 152nd Security Forces Squadron
  - 152nd Communications Flight
- 152nd Medical Group